# Ceui
Ceui（セイ、1月31日生）は、日本の女性シンガーソングライター。千葉県出身。血液型はA型。

## 人物
主にテレビアニメやPCゲームの主題歌を歌っている。
Ceui（セイ）はポルトガル語で「空」の意味「CEU」に「i（愛）」を加え、星という意味の造語が由来。
2007年2月発売のシングル「微睡みの楽園」にてメジャーデビュー。2010年よりライブ活動をスタートし、翌年からは中国、台湾、マレーシアなど海外でもライブ活動を行っている。
Ceuiがファンの呼び方とスタッフの呼び名を考え、ファンのことを「センティア」、スタッフのことを「ホーリア」と呼ぶようになり、2013年12月から2014年1月にかけて「センティア就任式」という名のライブが東京・名古屋・大阪で行われ、Ceuiのファンは公式に「センティア」と呼ばれる事となった。
2014年2月1日、東京・ESPミュージカル・アカデミー 本館B1ホールにて行われた「ガヴリエル・コード」ツアーの追加公演にて、バースデーイベント「Ceui・誕・祭 in 東京」を同時開催。
2015年10月からメジャー10周年year目前フラゲ企画「Discography Eden」が3ヶ月連続で開催された。2017年2月21日にメジャーデビュー10周年を迎えた。

## ディスコグラフィ

### シングル
|      | 発売日         | タイトル               | 規格品番   | オリコン最高位 |
| ---- | -------------- | ---------------------- | ---------- | -------------- |
| 1st  | 2007年2月21日  | 微睡みの楽園           | LHCM-1029  | 146位          |
| 2nd  | 2007年5月23日  | mellow melody          | LACM-4372  | 41位           |
| 3rd  | 2008年11月26日 | 神々の詩               | LACM-4538  | 30位           |
| 4th  | 2009年2月25日  | 光と闇と時の果て       | LACM-4570  | 89位           |
| 5th  | 2009年5月13日  | espacio                | LACM-4607  | 60位           |
| 6th  | 2009年5月27日  | 聖戦スペクタル         | LACM-4620  | 154位          |
| 7th  | 2009年8月5日   | センティフォリア       | LASM-4023  | 155位          |
| 8th  | 2009年8月26日  | プリズム               | LACM-4643  | 圏外           |
| 9th  | 2010年8月11日  | Truth Of My Destiny    | LACM-4734  | 75位           |
| 10th | 2010年10月27日 | Last Inferno           | LACM-4748  | 64位           |
| 11th | 2011年11月9日  | Stardust Melodia       | LACM-4875  | 26位           |
| 12th | 2012年8月8日   | 風のなかのプリムローズ | LASM-4145  | 63位           |
| 13th | 2013年7月24日  | 奏愛カレンデュラ       | LACA-14114 | 92位           |
| 14th | 2014年11月5日  | Pandora                | LACM-14294 | 140位          |

### アルバム

#### インディーズ
| 枚  | 発売日         | タイトル                                        | 規格品番  | レーベル           |
| --- | -------------- | ----------------------------------------------- | --------- | ------------------ |
| 1st | 2000年         | Spring Time                                     |           |                    |
| 2nd | 2000年         | Autumn Mind                                     |           |                    |
| 3rd | 2004年10月21日 | 足もとに降る雨 〜Raindrops Falling On My Feet〜 | PRPH-5020 | フィルターレコード |

#### メジャー
| 枚  | 発売日                                                | タイトル                                    | 規格品番   | 規格品番   | 最高位 |
| 枚  | 発売日                                                | タイトル                                    | 初回限定盤 | 通常盤     | 最高位 |
| --- | ----------------------------------------------------- | ------------------------------------------- | ---------- | ---------- | ------ |
| 1st | 2009年7月22日                                         | Glassy Heaven                               |            | LACA-5934  | 236位  |
| 2nd | 2011年5月3日                                          | First Eden                                  |            | TICE-1001  |        |
| 3rd | 2012年6月20日                                         | Labyrinthus                                 |            | LACA-15194 | 84位   |
| 4th | 2012年12月26日                                        | Rapsodia                                    |            | LACA-15263 | 131位  |
| 5th | 2013年11月20日                                        | ガブリエル・コード 〜エデンへ導く光の楽譜〜 | LACA-35345 | LACA-15345 | 82位   |
| 6th | 2014年9月10日                                         | パンドラ・コード 〜希望篇〜                 |            | TIE-1044   |        |
| 7th | 2014年9月10日                                         | パンドラ・コード 〜絶望篇〜                 |            | TIE-1045   |        |
| 8th | 2015年5月20日                                         | パステル エデン                             |            | KDSD-00775 |        |
| 9th | 2018年8月10日（コミケ先行） 2018年8月31日（一般発売） | シンパティア                                |            | DGCA-0002  |        |

| 枚  | 発売日        | タイトル                                                               | 収録曲 | 規格品番   | 最高位 |
| --- | ------------- | ---------------------------------------------------------------------- | --- | ---------- | ------ |
| 1st | 2017年6月21日 | 10th Anniversary Album - Anime -「アカシックレコード 〜 ルビー 〜」    | 1. Last Inferno 2. espacio 3. mellow melody 4. 微睡みの楽園 5. 奏愛カレンデュラ 6. Stardust Melodia 7. センティフォリア 8. 光と闇と時の果て 9. 敏感な風景 10. 風のなかのプリムローズ 11. Truth Of My Destiny 12. Energy 13. 心の翼 | LACA-15647 | 188位  |
| 2nd | 2017年8月25日 | 10th Anniversary Album - Game -「アカシックレコード 〜 サファイア 〜」 | 1. 春音*ベール 2. primal 3. ストレイトシープ 4. 今、歩き出す君へ 5. Finest Sky 6. 星織ユメミライ 7. Asphodelus 8. シンソウノイズ（霜月はるか x Ceui） 9. brand new day 10. 聖戦スペクタル 11. smile again 12. Melty Moment 13. 夏の終わりのニルヴァーナ 14. 銀色、遥か 15. COLORFUL DAYS!! 16. Dream comes true -花咲き誇る、地球のもとで- | DGCA-0001  |        |

### コンピレーション
oratorio
- 始まりへの旅
  - 作詞：畑亜貴 / 作曲・編曲：小高光太郎

2007年8月8日発売 / LACA-5661

Songs from Eternal Fantasy
- あらたな光
  - 作詞：Ceui / 作曲：石川智久 / 編曲：小高光太郎

2008年2月27日発売 / LACA-5745

brilliant world
- brilliant world
- カリス
  - 全作詞：Ceui / 作曲：小高光太郎・Ceui / 編曲：小高光太郎

2009年1月7日発売 / LACA-5842

Cross Days ThemeSongs+OriginalSoundTrack
- Eternal Flow
  - 作詞：Ceui / 作曲：Ceui・小高光太郎 / 編曲：小高光太郎

2010年4月21日発売 / LACA-5905

伝説の勇者の伝説のラジオ おまとめ盤 1
- 伝勇伝音頭
  - Webラジオ『伝説の勇者の伝説のラジオ』より
  - 作詞：Ceui / 作曲・編曲：仲村美悠 / 歌：結城アイラ・Ceui with 伝勇伝ラジオの仲間たち

2010年9月22日発売 / LACA-15058

uni. ボーカルミニアルバム 愛情歌曲
- My Sweet Stories
  - 作詞：Ceui / 作曲：小高光太郎・Ceui / 編曲：小高光太郎

2010年10月27日発売 / LACA-15069

恋と選挙とチョコレート CHOCOLATE SONGS
- Jewelry Time
  - 作詞：Ceui / 作曲：小高光太郎、Ceui / 編曲：小高光太郎

2011年4月27日発売 / LACA-15114

Asphodelus -アスフォデルス-
- Asphodelus -アスフォデルス-
  - 作詞：Ceui-セイ- / 作曲：小高光太郎 / 編曲：小高光太郎・スミイ酸 / MIX：スミイ酸
- Asphodelus-DeepForest-
- Asphodelus-Distorted-
2011年4月28日発売 / SCMN-005 / Side Connection Music

親愛なる世界へ
- 親愛なる世界へ
  - 作詞：hanon-ハノン- / 作曲・編曲：Ceui-セイ- / MIX：スミイ酸
- 親愛なる世界へ-Shifted-
- 親愛なる世界へ-DayBreak-
2011年4月28日発売 / SCMN-006 / Side Connection Music

Heart of Magic Garden
- センティフォリア
2012年6月27日発売 / LACA-15185

いろとりどりのヒカリ Theme Songs Plus
- COLORFUL DAYS!!
  - 作詞：山本美禰子 / 作曲：Ceui / 編曲：小高光太郎

2012年8月15日発売 / KDSD-00576 / TEAM Entertainment

ストレイトシープ/夢飼い日和
- ストレイトシープ
  - 作詞：永原さくら / 作曲・編曲：小高光太郎

2012年8月24日発売 / SCMN-012A（通常版）、SCMN-012B（限定版） / Side Connection Music

夢想曲〜Seeking Asphodelus〜
- Propylaia
- Snow Bird
- セレスティアラ
- Stigmata
- Pabilio
- Anistemi
- 希望［Espoir］
2012年10月24日発売 / MMCC-4332 / マリン・エンタテインメント

明日への栞/Dear Smile
- Dear Smile
  - 作詞：永原さくら / 作曲：小高光太郎・Ceui / 編曲：小高光太郎

2013年1月25日発売 / SCMN-013A（通常版）、SCMN-013B（限定版） / Side Connection Music

ファンタスマゴリア/シャル ウヰ ダンス
- シャル ウヰ ダンス
  - 作詞：Ceui / 作曲：小高光太郎・Ceui / 編曲：小高光太郎

2013年1月23日発売 / LACM-14061

夏の終わりのニルヴァーナ/moratorium
- 夏の終わりのニルヴァーナ
  - 作詞・作曲・編曲：iyuna / 歌：solfa feat.Ceui
- moratorium
  - 作詞・作曲・編曲：iyuna / 歌：solfa feat.Ceui

2013年1月25日発売 / PAM-0164 / ぱじゃまソフト

いますぐお兄ちゃんに妹だっていいたい! ボーカルアルバム
- 今、歩き出す君へ
  - 作詞：Ceui / 作曲：Ceui・小高光太郎 / 編曲：小高光太郎

2013年3月27日発売 / LACA-15283 / Lantis

solfa works best album「chronicle 〜dog side〜」
- brand new day
  - 作詞：天ヶ咲麗 / 作曲・編曲：橋咲透

2013年8月30日発売 / MSRC-058

solfa works best album「chronicle 〜cat side〜」
- 夏の終わりのニルヴァーナ
2013年8月30日発売 / MSRC-059

蒼の彼方のフォーリズムVocalAlbum
- Re:Start 〜明日への一歩〜
  - 蒼の彼方のフォーリズム BGM 明日への一歩 ボーカルアレンジ
  - 作詞：RUCCA / 作曲：母里治樹(Elements Garden) / 編曲：都丸椋太(Elements Garden)
- Beside heart 〜君がいるから〜
  - 蒼の彼方のフォーリズム BGM 君がいるから ボーカルアレンジ
  - 作詞：RUCCA / 作曲：母里治樹(Elements Garden)

2016年5月1日発売 / Character1 2016にて発売 / sprite

Twinkle Starlight ⁄ Worlds Pain
- Worlds Pain
  - 作詞：魁 / 作曲・編曲：竹下智博

2016年7月27日発売 / KSLA-0117 / Key Sounds Label

solfa works best album「chronicle 〜the sun〜」
- world in vivid colors
  - 作詞：天ヶ咲麗 / 作曲・編曲：iyuna

2016年8月26日発売 / MSRC-071

solfa works best album「chronicle 〜the moon〜」
- smile again
  - 作詞：天ヶ咲麗 / 作曲・編曲：橋咲透

2016年8月26日発売 / MSRC-072

フィリスのアトリエ 〜不思議な旅の錬金術士〜 VOCALALBUM
- Into the Journey
2016年11月2日発売 / KECH-8057

仄暗き時の果てより コンプリートサウンドアルバム
- coclea
2016年12月22日発売 / LSRC-39

solfa feat.Ceui work best album「brand new day」
- brand new day
- my lovely day
- smile again
- 夏の終わりのニルヴァーナ
- moratorium
- and…
- smile days
- coclea
- flowering bride
- world in vivid colors
- primal
2017年1月27日発売 / MSRC-078

シンソウノイズ〜受信探偵の事件簿〜 サウンドトラック
- シンソウノイズ
  - Ceui×霜月はるかのツインボーカル

2017年1月20日 / Azurite
2016/12/28 電気外祭り、2016/12/29〜31 コミックマーケット91にて先行物販
2017年1月27日発売 / MSRC-078

彼女と俺の恋愛日常 キャラクターソング&サウンドアルバム
- my lovely day
2017年1月27日 / LSRC-040 /  Parasol

### 特典CD
『LOVELY QUEST』オリジナルサントラ「サウンドクエスト」
- Love you…
  - 作詞：澄田まお / 作曲・編曲：ぺさま

2012年9月28日 / HOOKSOFT

『王の耳には届かない！』オリジナルサントラ
- stand inside destiny
  - 作詞：天ヶ咲麗 / 作曲・編曲：橋咲透

2016年12月22日 / AXL

『アストラエアの白き永遠 Finale -白き星の夢-』ボーカルソングアルバム『Grand Finale』
- Dreams come true -花咲き誇る、地球のもとで-
  - 作詞：永原さくら / 作曲：小高光太郎 / 編曲：小高光太郎 廣澤優也

2017年1月27日 / FAVORITE

### その他
ドラマ 鉄道むすめ〜Girls be ambitious!〜 オリジナルサウンドトラック
- 夢の欠片 （トラック3に収録）
  - 作詞：永原さくら / 作曲・編曲：小高光太郎
- destiny （トラック4に収録）
  - 作詞：くみはし佑 / 作曲・編曲：小高光太郎

2009年8月19日発売 / PCCR-00486 / PONY CANYON

Sound Horizon7th Story CD『Märchen』
- 「宵闇の唄」「生と死を別つ境界の古井戸」
  - 作詞・作曲・編曲：Revo

2010年12月15日発売 / KICS-91630 / キングレコード

Linked Horizon 『ルクセンダルク大紀行』
- 「Theme of the Linked Horizon」「ルクセンダルク紀行」「風の行方［Vocalized Version］」
  - 作詞・作曲・編曲：Revo

2012年08月22日発売 / PCCA-03644 / PONY CANYON

### タイアップ
| 楽曲                                        | タイアップ                                                                                | 年数   |
| ------------------------------------------- | ----------------------------------------------------------------------------------------- | ------ |
| 微睡みの楽園                                | テレビアニメ『京四郎と永遠の空』エンディングテーマ                                        | 2007年 |
| mellow melody                               | テレビアニメ『sola』エンディングテーマ                                                    | 2007年 |
| 敏感な風景                                  | テレビアニメ『sola』イメージソング                                                        | 2007年 |
| 始まりへの旅                                | テレビアニメ『sola』イメージソング                                                        | 2007年 |
| あらたな光                                  | PCゲーム『エターナルファンタジー』挿入歌                                                  | 2008年 |
| 神々の詩                                    | オンラインゲーム『ラグナロクオンライン』6thアニバーサリーイメージソング                   | 2008年 |
| brilliant world                             | テレビアニメ『テイルズ オブ ジ アビス』イメージソング                                     | 2009年 |
| カリス                                      | テレビアニメ『テイルズ オブ ジ アビス』イメージソング                                     | 2009年 |
| Frozen Tear                                 | PS2ゲーム『Clear 〜新しい風の吹く丘で〜』オープニングテーマ                               | 2009年 |
| 光と闇と時の果て                            | テレビアニメ『空を見上げる少女の瞳に映る世界』エンディングテーマ                          | 2009年 |
| 心の翼                                      | テレビアニメ『空を見上げる少女の瞳に映る世界』最終話エンディングテーマ                    | 2009年 |
| 羽化                                        | テレビアニメ『空を見上げる少女の瞳に映る世界』イメージソング                              | 2009年 |
| パラノイア                                  | テレビアニメ『空を見上げる少女の瞳に映る世界』イメージソング                              | 2009年 |
| espacio                                     | テレビアニメ『宇宙をかける少女』後期エンディングテーマ                                    | 2009年 |
| 聖戦スペクタル                              | PCゲーム『ヴァルキリーコンプレックス』オープニングテーマ                                  | 2009年 |
| 永久のコトバ                                | PCゲーム『ヴァルキリーコンプレックス』挿入歌                                              | 2009年 |
| dreamscape(Ceui名義ver.)                    | PCゲーム『最終試験くじら〜Departures〜』オープニングテーマ                                | 2009年 |
| センティフォリア                            | テレビアニメ『青い花』エンディングテーマ                                                  | 2009年 |
| プリズム                                    | PCゲーム『プリティ☆ウィッチ☆アカデミー!』オープニングテーマ                               | 2009年 |
| crystal pain                                | PCゲーム『プリティ☆ウィッチ☆アカデミー!』挿入歌                                           | 2009年 |
| After the deluge                            | PCゲーム『プリティ☆ウィッチ☆アカデミー!』エンディングテーマ                               | 2009年 |
| Eternal Flow                                | PCゲーム『Cross Days』イメージソング                                                      | 2010年 |
| Truth Of My Destiny                         | テレビアニメ『伝説の勇者の伝説』前期エンディングテーマ                                    | 2010年 |
| Last Inferno                                | テレビアニメ『伝説の勇者の伝説』後期オープニングテーマ                                    | 2010年 |
| Energy                                      | テレビアニメ『伝説の勇者の伝説』挿入歌                                                    | 2010年 |
| My Sweet Stories                            | PCゲーム『uni.』エンディングテーマ                                                        | 2010年 |
| Jewelry Time                                | PCゲーム『恋と選挙とチョコレート』エンディングテーマ                                      | 2011年 |
| Asphodelus -アスフォデルス-                 | PCゲーム『穢翼のユースティア』オープニングテーマ                                          | 2011年 |
| 親愛なる世界へ                              | PCゲーム『穢翼のユースティア』エンディングテーマ                                          | 2011年 |
| Stardust Melodia                            | テレビアニメ『境界線上のホライゾン』エンディングテーマ -Side Horizon-                     | 2011年 |
| 風のなかのプリムローズ                      | テレビアニメ『恋と選挙とチョコレート』エンディングテーマ                                  | 2012年 |
| COLORFUL DAYS!!                             | PCゲーム『いろとりどりのヒカリ』エンディングテーマ                                        | 2012年 |
| ストレイトシープ                            | PCゲーム『大図書館の羊飼い a good librarian like a good shepherd』イメージテーマ          | 2012年 |
| Dear Smile                                  | PCゲーム『大図書館の羊飼い a good librarian like a good shepherd』サブエンディングテーマ  | 2012年 |
| Love you…                                   | PCゲーム『LOVELY QUEST』挿入歌                                                            | 2012年 |
| Propylaia                                   | ドラマCD『穢翼のユースティア』オープニングテーマ                                          | 2012年 |
| Snow Bird                                   | ドラマCD『穢翼のユースティア』第1章エンディングテーマ                                     | 2012年 |
| セレスティアラ                              | ドラマCD『穢翼のユースティア』第2章エンディングテーマ                                     | 2012年 |
| Stigmata                                    | ドラマCD『穢翼のユースティア』第3章エンディングテーマ                                     | 2012年 |
| Pabilio                                     | ドラマCD『穢翼のユースティア』第4章エンディングテーマ                                     | 2012年 |
| Anistemi                                    | ドラマCD『穢翼のユースティア』第5章エンディングテーマ                                     | 2012年 |
| 希望［Espoir］                              | ドラマCD『穢翼のユースティア』第6章エンディングテーマ                                     | 2012年 |
| シャル ウヰ ダンス                          | OVA『華ヤカ哉、我ガ一族 キネトグラフ』エンディングテーマ                                  | 2013年 |
| 夏の終わりのニルヴァーナ                    | PCゲーム『夏の終わりのニルヴァーナ』オープニングテーマ                                    | 2013年 |
| moratorium                                  | PCゲーム『夏の終わりのニルヴァーナ』エンディングテーマ                                    | 2013年 |
| 今、歩き出す君へ                            | PCゲーム『いますぐお兄ちゃんに妹だっていいたい!』挿入歌                                   | 2013年 |
| It's All Right!                             | PCゲーム『Guardian☆Place〜ドエスな妹と3人の嫁〜』オープニングテーマ                       | 2013年 |
| flowering bride                             | PCゲーム『百花繚乱エリクシル』エンディングテーマ                                          | 2013年 |
| 奏愛カレンデュラ                            | テレビアニメ『八犬伝―東方八犬異聞― 第2期』エンディングテーマ                              | 2013年 |
| brand new day                               | PCゲーム『星ノ音サンクチュアリ』オープニングテーマ                                        | 2013年 |
| MeltyMoment                                 | PCゲーム『MeltyMoment -メルティモーメント-』オープニングテーマ                            | 2014年 |
| world in vivid colors                       | PCゲーム『レーシャル・マージ』エンディングテーマ                                          | 2014年 |
| smile days                                  | PCゲーム『あやかしコントラクト』エンディングテーマ                                        | 2014年 |
| 星織ユメミライ                              | PCゲーム『星織ユメミライ』オープニングテーマ                                              | 2014年 |
| After snow ―白き永遠―                       | PCゲーム『アストラエアの白き永遠』グランドエンディングテーマ                              | 2014年 |
| primal                                      | PCゲーム『PRIMAL×HEARTS』オープニングテーマ                                               | 2014年 |
| Pandora                                     | PSP・PS Vitaゲーム『カレイドイヴ』オープニングテーマ                                      | 2014年 |
| ミライサーキット                            | PCゲーム『ココロ@ファンクション! NEO』メインテーマ                                        | 2014年 |
| smile again                                 | PCゲーム『PRIMAL×HEARTS2』オープニングテーマ                                              | 2015年 |
| and...                                      | PCゲーム『あなたをオトコにしてあげる!』エンディングテーマ                                 | 2016年 |
| Finest Sky                                  | PCゲーム『見上げてごらん、夜空の星を FINE DAYS』オープニングテーマ                        | 2016年 |
| 銀色、遥か                                  | PCゲーム『銀色、遥か』オープニングテーマ                                                  | 2016年 |
| 雪のエルフィンリート                        | PS Vitaゲーム『アストラエアの白き永遠 White Eternity』挿入歌                              | 2016年 |
| 夢の記憶                                    | PCゲーム『キミトユメミシ』エンディングテーマ                                              | 2016年 |
| Worlds Pain                                 | 劇場版アニメ『planetarian』イメージソング                                                 | 2016年 |
| Into the Journey                            | PS4ソフト『フィリスのアトリエ 〜不思議な旅の錬金術士〜』グランドエンディングテーマ        | 2016年 |
| シンソウノイズ                              | PCゲーム『シンソウノイズ〜受信探偵の事件簿〜』オープニングテーマ                          | 2016年 |
| coclea                                      | PCゲーム『仄暗き時の果てより』エンディングテーマ                                          | 2016年 |
| stand inside destiny                        | PCゲーム『王の耳には届かない！』エンディングテーマ                                        | 2016年 |
| Dreams come true -花咲き誇る、地球のもとで- | PCゲーム『アストラエアの白き永遠Finale』エンディングテーマ                                | 2017年 |
| my lovely day                               | PCゲーム『彼女と俺の恋愛日常』イメージソング                                              | 2017年 |
| First Love Syndrome                         | PCゲーム『初恋＊シンドローム』主題歌                                                      | 2017年 |
| 春音＊ベール                                | PCゲーム『春音アリス*グラム』オープニングテーマ                                           | 2017年 |
| melty love                                  | PCゲーム『あまいえ』オープニングテーマ                                                    | 2017年 |
| クローマ                                    | 『リディー＆スールのアトリエ ～不思議な絵画の錬金術士～』オープニングテーマ               | 2017年 |
| Last Healing                                | 『あいりすミスティリア!〜少女のつむぐ夢の秘跡〜』テーマ曲                                 | 2017年 |
| 恋色レシピ                                  | PCゲーム『お家に帰るまでがましまろです』エンディングテーマ                                | 2017年 |
| Pure Circuit                                | PCゲーム『君と目覚める幾つかの方法』オープニングテーマ                                    | 2018年 |
| 栖鴉の綿(せいあのわた）                     | PCゲーム『未来ラジオと人工鳩』オープニングテーマ                                          | 2018年 |
| Jewelry Kiss                                | PCゲーム『姫と乙女のヤキモチＬＯＶＥ』オープニングテーマ                                  | 2018年 |
| 君に花                                      | PCゲーム『その花が咲いたら、また僕は君に出逢う』オープニングテーマ                        | 2018年 |
| Have a live day                             | PCゲーム『白恋サクラ*グラム』主題歌                                                       | 2019年 |
| 僕たちの詩                                  | PCゲーム『月の彼方で逢いましょう(つきかな)』エンディング曲                                | 2019年 |
| Buddy!!                                     | PCゲーム『流星ワールドアクター』エンディング曲                                            | 2019年 |
| study steady day!                           | PCゲーム『スタディ§ステディ』オープニングテーマ曲                                         | 2019年 |
| Rainbow Days                                | PCゲーム『月の彼方で逢いましょう SweetSummerRainbow』オープニングテーマ曲                 | 2020年 |
| 夏色ヤキモチ恋模様                          | PCゲーム『姫と乙女のヤキモチＬＯＶＥ-きらめき夏物語！-』オープニングテーマ曲              | 2020年 |
| twilight moon                               | PCゲーム『姫と乙女のヤキモチＬＯＶＥ-きらめき夏物語！-』エンディングテーマ曲              | 2020年 |
| Mirai Canvas                                | 『ガール・カフェ・ガン』アイリーンホワイト イメージソング                                 | 2021年 |
| birth days                                  | Webアニメ『一日にして成らず』エンディングテーマ                                           | 2021年 |
| 歩き出し始めよう                            | PCゲーム『プリンセス☆シスターズ！-四姉妹は全員あなたの許嫁-』エンディングテーマ曲         | 2021年 |
| Gift ～the reason you are～                 | PCゲーム『アンレス・テルミナリア』オープニングテーマ曲                                    | 2022年 |
| 言ノ葉                                      | PCゲーム『ガールズフランティッククラン』エンディングテーマ                                | 2022年 |
| Reflection                                  | PCゲーム『それは舞い散る桜のように -Re:BIRTH-』エンディングテーマ                         | 2023年 |
| Herbarium                                   | PCゲーム『everlasting flowers』エンディングテーマ                                         | 2024年 |
| 希望の詩                                    | PCゲーム『夢幻のティル・ナ・ノーグ』オープニングテーマ                                    | 2024年 |
| Tragedy Night                               | PCゲーム『ジュエリー・ナイツ・アルカディア -The ends of the world-』2ndオープニングテーマ | 2025年 |
| コントレイル                                | PCゲーム『ネコぱらAfter ラ・ブレ・ファミーユ』オープニングテーマ                          | 2025年 |

### 楽曲・作詞提供
- 大原さやか『Moon Cradle 〜天の喚び声〜』 - 作詞を担当
- kira『dreamscape』 - 作詞を担当
- 結城アイラ『孤高の迷宮』 - 作詞を担当
- ゆかな『風紡ぎのアリア』 - 作詞を担当
- ちっち『Luminous 〜終わらない物語〜』 - 作詞・コーラスを担当
- 清水愛『NUOVA STORIA』 - 作曲を担当（小高光太郎と共同）
- ピコ『孤独の冠（ティアラ）』 - 作詞・作曲を担当（作曲は小高光太郎と共同）
- 三澤紗千香『インフィニア』 - 作詞・作曲を担当（作曲は小高光太郎と共同）
- ういにゃす『月夜に舞う恋の花』 - 作曲を担当（小高光太郎と共同）
- 中恵光城『光の城』 - 作詞・作曲を担当
- ハニー・ミエル『limitless』- 作詞・作曲を担当

## ライブ

### メインライブ・イベント
| 年月日                      | タイトル                                                                                                 | 会場                                      | セットリスト |
| --------------------------- | --- | ----------------------------------------- | --- |
| 2011年9月3日                | 〜 Music Junction 4th Diary 〜Yui Makino & Ceui Live in Hong Kong                                        | 九龍灣國際展貿中心三樓演講廳              | |
| 2011年10月5日               | 〜 Music Junction 5th Diary 〜Yui Makino & Ceui Live in Guangzhou                                        | 广州南方剧院                              | |
| 2011年12月27日              | Second Eden                                                                                              | Zeep Tokyo                                | |
| 2012年9月29日               | Ceui LIVE 第1章 -Labyrinthus-                                                                            | Mt.RAINIER HALL SHIBUYA PLEASURE PLEASURE | |
| 2012年9月30日               | Ceui LIVE 第1章 -Labyrinthus-                                                                            | Mt.RAINIER HALL SHIBUYA PLEASURE PLEASURE | |
| 2013年2月10日               | Ceuiと聖なるチョコレート(2部公演)                                                                        | morph Tokyo                               | |
| 2013年5月19日               | Ceuiと聖なる遊覧船                                                                                       | 東京湾の遊覧船上                          | |
| 2013年11月16日              | 聖地巡礼〜センティア祭〜in大阪                                                                           | ESPエンタテインメント CLUB GARDEN         | |
| 2013年7月28日               | 聖地巡礼〜センティア祭〜in東京                                                                           | 東京キネマ倶楽部                          | |
| 2013年12月21日              | "ガブリエル・コード"ツアー in 名古屋 〜集え!祝え!騒げ!!センティア就任式〜                                | 名古屋 LIVE HALL M.I.D                    | |
| 2013年12月23日              | "ガブリエル・コード"ツアー in 大阪 〜集え!祝え!騒げ!!センティア就任式〜                                  | ESPエンタテインメント CLUB GARDEN         | |
| 2014年1月12日               | "ガブリエル・コード"ツアー in 東京Final 〜集え!祝え!騒げ!!センティア就任式〜                             | 東京キネマ倶楽部                          | |
| 2014年2月1日                | "ガブリエル・コード"ツアー追加公演＆Ceui・誕・祭in東京                                                   | ESPミュージカル・アカデミー 本館B1ホール  | |
| 2014年9月21日               | 「パンドラ・コード」エデンツアー 〜すべてのセンティアに告ぐ!集え!!騒げ!!暗号を解け!!!〜                  | ESPエンタテインメント CLUB GARDEN         | |
| 2014年9月23日               | 「パンドラ・コード」エデンツアー 〜すべてのセンティアに告ぐ!集え!!騒げ!!暗号を解け!!!〜                  | ESPミュージカル・アカデミー12号館         | |
| 2014年10月5日               | 「パンドラ・コード」エデンツアー 〜すべてのセンティアに告ぐ!集え!!騒げ!!暗号を解け!!!〜                  | 名古屋 LIVE HALL M.I.D                    | |
| 2014年11月3日               | 「パンドラ・コード」エデンツアー 〜すべてのセンティアに告ぐ!集え!!騒げ!!暗号を解け!!!〜                  | 福岡 LIVEHOUSE DRUM                       | |
| 2014年11月8日               | 「パンドラ・コード」エデンツアー 〜すべてのセンティアに告ぐ!集え!!騒げ!!暗号を解け!!!〜                  | 仙台MACANA                                | |
| 2014年11月22日              | 「パンドラ・コード」エデンツアー 〜すべてのセンティアに告ぐ!集え!!騒げ!!暗号を解け!!!〜                  | 東京キネマ倶楽部                          | |
| 2015年1月31日               | 1・31 大・Ceui・誕・祭 〜ゲーソン Super Best Eden!! 生誕当日はセンティア＆ホーリアみんなで祝おう!!〜     | 品川インターシティホール                  | 1.Travelling August 2.ストレイトシープ 3.primal 4.夏の終わりのニルヴァーナ 5.星織りユメミライ 6.Pandora 7.propylaia 8.Stigmata 9.Asphodelus 10.親愛なる世界へ 11.シャルウヰダンス 12.Jewelry Time 13.brand new day 14.Melty Moment 15.COLORFUL DAYS!! 16.プリズム 17.朱きロザリオ 18.神々の詩 19.虹色ハルモニア 20.レボリュシオン |
| 2015年7月4日                | 「パステル エデン」Game Song Tour 〜Happy & Smile〜 in Nagoya                                            | JAMMIN'                                   | |
| 2015年7月12日               | 「パステル エデン」Game Song Tour 〜Happy & Smile〜 in Osaka                                             | 心斎橋soma                                | |
| 2015年7月25日               | 「パステル エデン」Game Song Tour 〜Happy & Smile〜 in Tokyo Final Day1「＋GAME」                        | 品川インターシティホール                  | |
| 2015年7月26日               | 「パステル エデン」Game Song Tour 〜Happy & Smile〜 in Tokyo Final Day2「＋ANIME」                       | 品川インターシティホール                  | 1.クルクル☆ミラクル☆パステル! 2.Melty Moment 3.It's All Right! 4.brand new day 5.Thousand Tears 6.Last Inferuno 7.Staedust Melodia 8.espacio 9.mellow melody 10.敏感な風景 11.Love you... 12.ピーターパンはきみがすき 13.星織りユメミライ 14.夏の終わりのニルヴァーナ 15.COLORFUL DAYS!! 16.全知全能シャングリラ 17.レボリュシオン |
| 2015年10月10日              | Discography Eden 『Glassy Heaven』                                                                       | 西新宿I LOVE TOKYO                        | 1.羽化 2.Qualia 3.Frozen Tear 4.Prayer 5.dreamscape 6.mellow melody 7.永久のコトバ 8.espacio 9.パラノイア 10.Prelude〜運命の欠片〜 11.微睡みの楽園 12.聖戦スペクタル 13.心の翼 14.人魚姫と王子の物語 15.光と闇と時の果て 16.レボリュシオン |
| 2015年10月11日              | Discography Eden 『Glassy Heaven』                                                                       | 渋谷LOOP annex                            | 1.羽化 2.Qualia 3.Frozen Tear 4.Prayer 5.dreamscape 6.mellow melody 7.永久のコトバ 8.espacio 9.パラノイア 10.Prelude〜運命の欠片〜 11.微睡みの楽園 12.聖戦スペクタル 13.心の翼 14.雨降る森で、待ち合わせ。15.神々の詩 16.レボリュシオン |
| 2015年11月21日              | Discography Eden 『First Eden』                                                                          | 西新宿I LOVE TOKYO                        | 1.Ave Maria 2.Angelus 3.Saint-Exupery 〜小瓶の宇宙〜 4.不思議の国のセイ子 5.holy bite 6.オフィーリアの岸辺 7.一億星年前の約束 8.天空の神殿 9.追憶の国 10.エンデュミオンへ降る涙 11.銀河の宝石 12.sirosuna 弾き語り 13.After Snow -白き永遠- 14.primal 15.プリズム 16.レボリュシオン |
| 2015年11月22日              | Discography Eden 『First Eden』                                                                          | 西新宿I LOVE TOKYO                        | 1.Ave Maria 2.Angelus 3.Saint-Exupery 〜小瓶の宇宙〜 4.不思議の国のセイ子 5.holy bite 6.オフィーリアの岸辺 7.一億星年前の約束 8.天空の神殿 9.追憶の国 10.エンデュミオンへ降る涙 11.銀河の宝石 12.星織ユメミライ 13.風の中のプリムローズ 14.Melty Moment 15.brand new day 16.レボリュシオン |
| 2015年12月26日              | Discography Eden 『Labyrinthus』                                                                         | 西新宿I LOVE TOKYO                        | 1.Labyrinthus 2.てのひらの追憶 †Interlude† 3.センティフォリア 4.リトルガーデン 5.霧の中の美しい少女 †Interlude† 6.天使と悪魔のシンフォニア 7.Last Inferno 8.Truth Of My Destiny 9.一縷の宝石 †Interlude† 10.わたしが天使じゃなくなる日 11.光と闇と時の果て 12.SIROSUNA 13.祈り舞う、天上の草原 †Interlude† 14.God Bless-あなたに光あれ- 15.Stardust Melodia 16.Energy 17.いつかのメリークリスマス(B'z) 18.Asphodelus 19.ピタゴラスヘル 20.レボリュシオン |
| 2015年12月27日              | Discography Eden 『Labyrinthus』                                                                         | 西新宿I LOVE TOKYO                        | 1.Labyrinthus 2.てのひらの追憶 †Interlude† 3.センティフォリア 4.リトルガーデン 5.霧の中の美しい少女 †Interlude† 6.天使と悪魔のシンフォニア 7.Last Inferno 8.Truth Of My Destiny 9.一縷の宝石 †Interlude† 10.わたしが天使じゃなくなる日 11.光と闇と時の果て 12.SIROSUNA 13.祈り舞う、天上の草原 †Interlude† 14.God Bless-あなたに光あれ- 15.Stardust Melodia 16.Energy 17.mellow melody 18.Asphodelus 19.朱きロザリオ 20.レボリュシオン                   |
| 2016年8月7日                | Angel Melody Dreaming Stage 2016                                                                         | 上海浅水湾文化芸術中心Q.HALL              | 1.Last Inferno 2.Brilliant World(織田かおりコラボ) 3.God Bless 〜あなたに光あれ〜 4.Re:Start〜明日への一歩〜 5.Worlds Pain 6.夢の記憶 7.brand new day 8.センティフォリア(霜月はるかコラボ) 9.Melty Moment(織田かおり、霜月はるかコラボ) 10.LOVE×∞ 2016(織田かおり、霜月はるかコラボ) 11.schwarzweiβ 〜霧の向こうに繋がる世界〜(織田かおり、霜月はるかコラボ)                                                                                             |
| 2017年1月31日               | solfa feat.Ceui work best album「brand new day」 発売記念インストアライブ 〜ソフマップでミニCeui誕祭〜   | 秋葉原ソフマップ アミューズメント館       | 1.brand new day 2.my lovely day 3.coclea 4.レボリュシオン |
| 2017年11月25日              | Ceui 10th Anniversary Special Live アカシックレコード 〜10年間の集大Ceuiっ！〜 Anime Song 公演〜ルビー〜 | 原宿アストロホール                        | 1.Last Inferno 2.Stardust Melodia 3.奏愛カレンデュラ 4.微睡みの楽園 5.風のなかのプリムローズ 6.espacio 7.光と闇と時の果て 8.敏感な風景 9.センティフォリア 10.Truth Of My Destiny 11.Energy 12.心の翼 13.mellow melody 14.my lovely day(弾き語り) 15.シンパティア 16.レボリュシオン |
| 2017年11月25日              | Game Song 公演〜サファイア〜                                                                             | 原宿アストロホール                        | 1.春音＊ベール 2.ストレイトシープ 3.primal 4.星織ユメミライ 5.銀色、遥か 6.シンソウノイズ 7.Asphodelus 8.夏の終わりのニルヴァーナ 9.聖戦スペクタル 10.COLORFULDAYS!! 11.MeltyMoment 12.smile again 13.今、歩き出す君へ。 14.Dreams come true -花咲き誇る、地球のもとで 15.FinestSky 16.brand new day 17.夢想曲〜Seeking Asphodelus～(ピアノver) 18.シンパティア 19.レボリュシオン                                                                        |
| 2018年11月11日              | Ceui Special Original Live 2018 -第1章- 『シンパティア』                                                 | 白金高輪 SELENE b2                        | 1シンパティア 2.存在理由-レイゾン・デートル- 3.魂のアラベスク 4.パワー ∞ プラズマ 5.サスペンスの国のセイ子 6.echoes of sympathia 7.火星バーへようこそ☆ミ 8.ever last message 9.花 -『白い森の短編』- 10.birth days 11.Love Treasure Galaxy !! |
| 2019年6月29日               | お茶会エデン2019                                                                                         | カラオケラウンジ kahoo                    | |
| 2019年10月13日              | Ceui ヒーリングエデン ～Acoustic Relaxation Live～                                                       | 恵比寿 CreAto                             | |
| 2020年2月1日                | お茶会エデン2020                                                                                         | 代官山NOMAD                               | |
| 2020年6月13日 2021年3月6日  | Ceui Solo Live Tour 2020 ～ Passion Eden ～                                                              | 名古屋 HeartLand                          | |
| 2020年6月14日 2021年2月23日 | Ceui Solo Live Tour 2020 ～ Passion Eden ～                                                              | 大阪 心斎橋 soma                          | |
| 2020年6月21日 2021年3月13日 | Ceui Solo Live Tour 2020 ～ Passion Eden ～                                                              | 東京 青山RizM.                            | |

### 参加ライブ・イベント
| 年月日               | タイトル                                                                                             | 会場                                                 |
| -------------------- | --- | ---------------------------------------------------- |
| 2011年7月7日         | 「Sound Horizon Live Tour 2011 －第一次領土復興遠征－                                                | NHKホール                                            |
| 2011年7月13日        | 「Sound Horizon Live Tour 2011 －第一次領土復興遠征－                                                | 川口リリアホール                                     |
| 2011年7月22日        | 「Sound Horizon Live Tour 2011 －第一次領土復興遠征－                                                | 福岡サンパレスホテル＆ホール                         |
| 2011年8月6日         | 「Sound Horizon Live Tour 2011 －第一次領土復興遠征－                                                | 愛知県芸術劇場 大ホール                              |
| 2011年8月7日         | 「Sound Horizon Live Tour 2011 －第一次領土復興遠征－                                                | 愛知県芸術劇場 大ホール                              |
| 2011年8月12日        | 「Sound Horizon Live Tour 2011 －第一次領土復興遠征－                                                | 神戸国際会館こくさいホール                           |
| 2011年8月14日        | 「Sound Horizon Live Tour 2011 －第一次領土復興遠征－                                                | 栃木県総合文化センター                               |
| 2011年10月3日        | 第5回ACG アニメ漫画ゲーム展 2011広州                                                                 | 广州锦汉展览中心                                     |
| 2011年10月4日        | 第5回ACG アニメ漫画ゲーム展 2011広州                                                                 | 广州锦汉展览中心                                     |
| 2011年11月3日        | 浜松町グリーン・サウンドフェスタ ―浜祭―                                                              | 東京タワー                                           |
| 2011年12月18日       | Mikuni Shimokawa ASIAN LOVERS LIVE 2011 in Taipei feat.Ceui                                          | 河岸留言西門紅樓展演館 RIVERSIDE LIVE HOUSE          |
| 2012年12月16日       | 緒方恵美20th「成人式!生きてりゃいいことあるぜライブ!」-ミンナトイッショ-                             | 原宿アストロホール                                   |
| 2013年1月20日        | いますぐ恋と選挙と妹だっていいたい!                                                                  | 中野サンプラザホール                                 |
| 2013年2月17日        | おれびる。2013 -おれたちのびるぼぅどちゃーと☆-                                                       | 新宿BLAZE                                            |
| 2013年7月25日        | Linked Horizon トーク＆ライブイベント「自由への進撃」                                                | Zeppダイバーシティ東京                               |
| 2013年8月17日        | トラベリング・オーガスト                                                                             | 文京シビックホール                                   |
| 2013年9月1日         | トラベリング・オーガスト                                                                             | サンケイホールブリーゼ                               |
| 2013年8月18日        | Ani-plugged                                                                                          | Shibuya duo MUSIC EXCHANGE                           |
| 2013年11月16日       | 「八犬伝―東方八犬異聞―」おいでませ!古那屋 in パシフィコ横浜                                          | パシフィコ横浜 国立大ホール                          |
| 2013年12月1日        | solfa first live 2013 『no music,no solfa!!! 〜平成25年度パンダ祭り〜』                              | 吉祥寺CLUB SEATA                                     |
| 2014年2月9日         | 西沢はぐみ 肉にくhugmeet                                                                             | 新宿グラムシュタイン                                 |
| 2014年3月13日        | ONE OF THE MILLIONPresents〜ヴィジュアニ祭〜                                                         | SHIBUYA-AX                                           |
| 2014年7月20日        | 15th Anniversary Liveランティス祭り2014 〜つなぐぜ!アニソンの”わ”!〜                                 | 三重・ナガシマスパーランド芝生広場・野外特設ステージ |
| 2014年9月15日        | 15th Anniversary Liveランティス祭り2014 〜つなぐぜ!アニソンの”わ”!〜                                 | 東京・潮風公園（太陽の広場・野外特設ステージ）       |
| 2015年7月18日        | 日越文化交流イベント 『Fes TOUCH 2015 Summer in HCMC』                                               | ホーチミン市 労働文化会館                            |
| 2015年7月19日        | 日越文化交流イベント 『Fes TOUCH 2015 Summer in HCMC』                                               | ホーチミン市 労働文化会館                            |
| 2015年10月25日       | EGG -Extra Games Garden-                                                                             | 品川ステラボール                                     |
| 2015年12月29日       | sprite LIVE 2015                                                                                     | ディファ有明                                         |
| 2016年8月12日        | AUGUST LIVE! 2016                                                                                    | ディファ有明                                         |
| 2016年8月13日        | AUGUST LIVE! 2016                                                                                    | ディファ有明                                         |
| 2016年10月29日       | EGG -Extra Games Garden 2016-                                                                        | 品川ステラボール                                     |
| 2016年10月30日       | from iyunaline to solfa 10th anniversary live 2016 『solfa or die!!! 〜neo パンダ祭り〜』            | 品川インターシティホール                             |
| 2016年11月26日       | かわいい感じジャパン番外編〜桃知&うさぎ生誕祭                                                        | 新宿LOFT                                             |
| 2017年2月4日         | sprite LIVE 2017                                                                                     | ディファ有明                                         |
| 2017年2月11日        | from iyunaline to solfa 10th anniversary live 2016 『solfa or die!!! 〜neo パンダ祭り〜』after party | 中目黒solfa                                          |
| 2017年3月20日        | ちばアニメフェスティバル2017                                                                         | 千葉市民会館                                         |
| 2017年3月25日 - 26日 | 日越文化交流イベント 『Fes TOUCH Spring 2017 in HCMC』                                               | ホーチミン市 イオンモール タンフーセラドン           |
| 2017年5月7日         | B.G.M Live!!2017 TOKYO                                                                               | TSUTAYA O-EAST                                       |
| 2017年9月16日        | tone work's Live Fes.2017                                                                            | ディファ有明                                         |
| 2017年12月2日        | アトリエ20周年フェスティバル                                                                         | ディファ有明                                         |
| 2018年5月6日         | B.G.M Live!!2018                                                                                     | TSUTAYA O-EAST                                       |
| 2018年7月21日        | AxE x25                                                                                              | 京都FANJ                                             |
| 2018年6月23日        | AUGUST LIVE! 2018                                                                                    | ディファ有明                                         |
| 2018年11月24日       | ガスト25周年記念プレミアムライブ                                                                     | 豊洲PIT                                              |
| 2018年12月01日       | sol-fes' パンダ祭り 2018 ～solfa is you!!!～                                                         |                                                      |
| 2018年12月09日       | N.T.R Live!! -貴方の曲、歌い上げます-                                                                | 品川インターシティホール                             |